# イオンタウン千種
イオンタウン千種（イオンタウンちくさ）は、愛知県名古屋市千種区千種二丁目にある、イオンタウン株式会社が管理・運営を行っているショッピングセンターである。
通称は、イオン千種。同じイオングループの大規模店舗の名古屋市東区のイオンモールナゴヤドーム前と熱田区のイオンモール熱田の中間地点にある。

## 概要
都市再生機構中部支社が名古屋市と共同開発を進めていたサッポロビール名古屋工場跡地の千種アーススクエアにイオン株式会社が出店に名乗りを挙げて、2005年（平成17年）5月28日にグランドオープンをした。
しかし、出店に関しては地元住民や中部経済連合会や名古屋市商店街振興組合連合会などから栄や大規模店舗のイオンモール熱田に程近く（当時はまだイオンモールナゴヤドーム前は開業していない）、商圏構図の崩壊やイオンの商圏独占につながると非難を受けた事もある。
環境面では、イオングループ初の試みとなるエコストア1号店として太陽光発電や風力発電を導入、また一部の建築物壁面には緑化としてバイオラングなどが設置されており、イオン専門店街の2階にはタッチパネル式のエコインフォメーションが3台設置されている。
建築物は三階建てで、スーパーマーケットのマックスバリュグランド千種若宮大通店を核店舗として79の専門店で構成されており、マックスバリュグランド千種若宮大通店は西側1階部、イオン専門店街は1階マックスバリュを挟んでロータリー東側と2階部全面となっている。3階と屋上は立体駐車場。
2011年（平成23年）11月21日、運営会社をイオンリテール株式会社からイオンタウン株式会社に移管した上でSC名を「イオン千種ショッピングセンター」から「イオンタウン千種」に変更した。
2017年（平成29年）11月には、一部の専門店の入れ替わり、改装が行われた。

## マックスバリュグランド千種若宮大通店

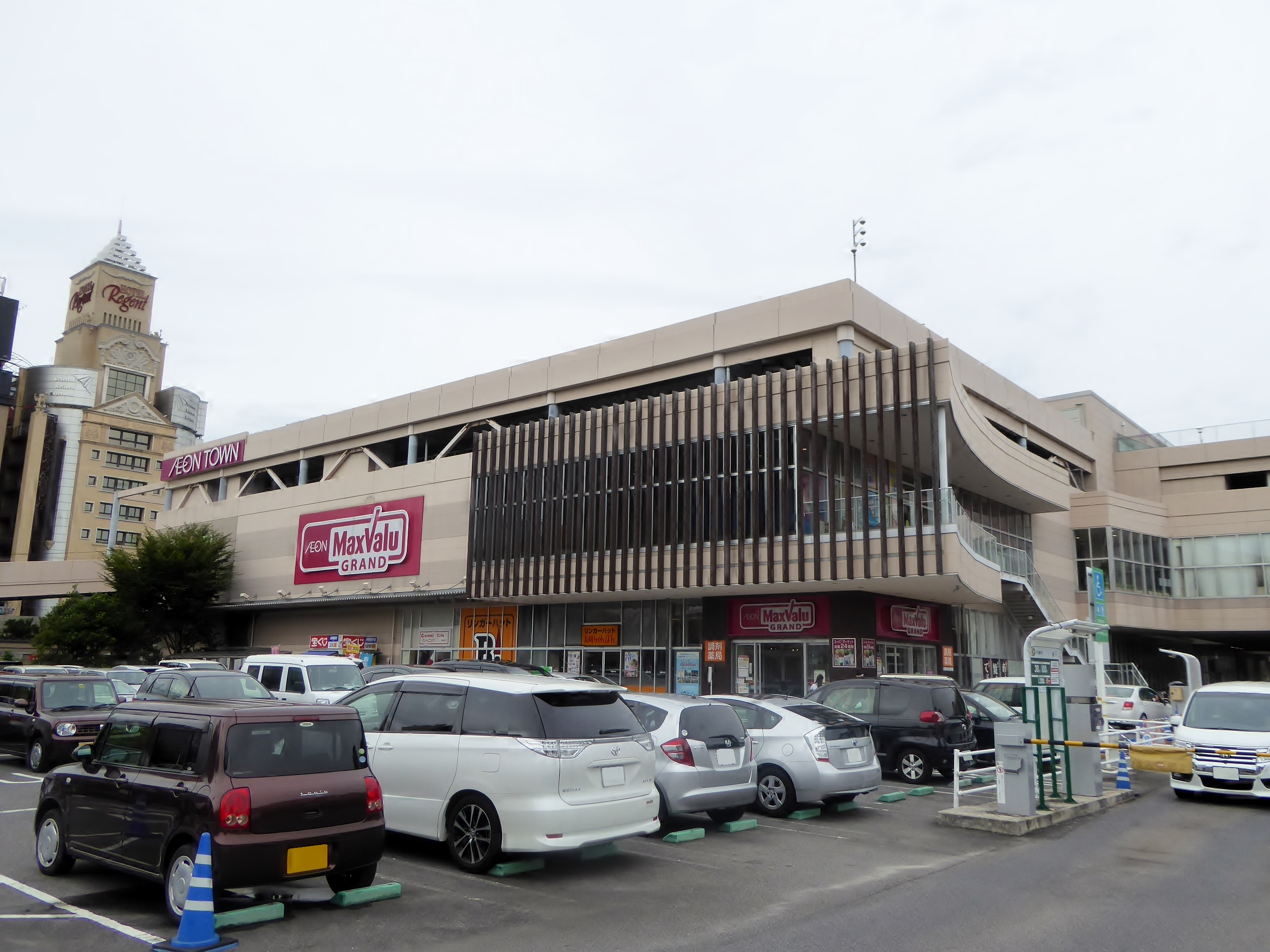
マックスバリュグランド千種若宮大通店

当初は「マックスバリュ千種若宮大通店」であったが、2011年（平成23年）7月より、品揃えを通常店より充実させた店舗に付けられる店舗名「マックスバリュグランド」としてリニューアルオープンした。
運営会社はイオン（ - 2008年（平成20年）8月20日)、イオンリテール（2008年（平成20年）8月21日 - 2010年（平成22年）2月20日、イオンから事業譲受）、マックスバリュ中京（2010年（平成22年）2月21日 - 2013年（平成25年）2月28日、イオンリテールから分社化）、マックスバリュ中部（2013年（平成25年）3月1日 - 2019年（令和元年）8月31日、マックスバリュ中京を吸収合併したため）、マックスバリュ東海（2019年（令和元年）9月1日 - 、マックスバリュ中部を吸収合併したため）と変遷している。

## テナント
公式サイトを参照のこと。

## 交通アクセス

### 自動車
- 全900台駐車場（3時間まで無料、ワオンカードで買い物すると更に1時間延長）。

### 鉄道
- JR中央本線
  - 鶴舞駅：名大病院口徒歩で約10分。
  - 千種駅：徒歩で約18分。
- 名古屋市営地下鉄
  - 鶴舞線：鶴舞駅（4番出口）徒歩で約10分。
  - 桜通線：吹上駅（6番出口）徒歩で約12分。
  - 東山線：千種駅、徒歩で約18分。

### 路線バス
- 名古屋市営バス「千早」バス停下車。
  - 名古屋駅バス停から名駅17系統名古屋大学行に乗車。
  - 名古屋大学バス停から名駅17系統名古屋駅行に乗車。
  - 栄バス停から栄17系統名古屋大学行に乗車。
  - 名古屋大学バス停から栄17系統栄行に乗車。

### 自転車
- 全300台駐輪場。